# Richard Morse
Richard McGee Morse, (Summit, New Jersey, 26 de junho de 1922 - Pétionville, Haiti, 17 de abril de 2001) foi um pensador norte-americano especialista em América Latina, com ênfase no aspecto histórico-cultural.

## Biografia
Graduou-se pela Hotchkiss School, cursou Letras na Universidade de Columbia. Foi aluno de Allen Tate e R. P. Blackmur. Realizou estudos em Cuba, México, Chile, Argentina, e Brasil, formou-se, com louvor, na Escola de Assuntos Públicos e Internacionais. Depois da Segunda Guerra Mundial, quando serviu na Marinha de Guerra, no front do Pacifico, continuou sua carreira acadêmica, tornando-se um especialista em América Latina. Da sua experiência em Cuba, em 1942, resultou o romance intitulado "The Narrowest Street". Em 1947, veio ao Brasil realizar pesquisas para sua tese. Em São Paulo, entrou em contato com acadêmicos da USP, como Antonio Candido e Fernando Henrique Cardoso, de quem ficou amigo. Em 1952, Morse recebeu seu Doutorado/Ph.D., em História, com a tese "De Comunidade a Metrópole: Uma Biografia de São Paulo", 1958, um clássico. Casou-se com a cantora haitiana Emerante de Pradine, em 1954, tiveram dois filhos, um reside no Haiti, e a filha em Washington. Richard Morse faleceu aos 78 anos, vítima de Alzheimer, em sua residência em Pétionville, Haiti.

## Carreira
Morse atuou na Universidade Columbia, Universidade de Porto Rico, Universidade de Yale, e Universidade de Stanford, terminou sua carreira no Woodrow Wilson Center, como Secretário de Assuntos Latino Americanos, entidade associada ao Smithsonian Institution em Washington DC. Foi Diretor dos Estudos Latino-Americanos da Universidade Yale, antes de se transferir para Stanford, no fim dos anos 70. Morse foi o primeiro acadêmico nos EUA a apresentar uma análise não tradicional das relações entre os EUA e a América Latina, afirmando que seu país tinha muito a aprender com a cultura latino-americana. Richard Morse foi  o fundador do Institute of Caribbean Studies em Porto Rico. Em 1993, Morse foi condecorado com a Ordem do Cruzeiro do Sul, a mais elevada honraria da república brasileira para estrangeiros, por suas contribuições para a cultura nacional.

## Pensamento
Sua obra mais conhecida O Espelho de Próspero foi publicada em 1988. O título é inspirado na peça A Tempestade de William Shakespeare, de 1613, a última peça do escritor inglês, e serve como metáfora da relação entre a América anglo-saxônica e a América ibérica. Bela na forma e atraente pela erudição.
Richard Morse propõe uma inversão do olhar sobre o continente, a América Latina ou Caliban, não mais deveria se ver e se julgar como o oposto da bem sucedida e próspera América do Norte, ou Ariel, mas sim, com seus próprios critérios, com os parâmetros do seu projeto de civilização e cultura. Antes de se considerar o lado imperfeito do Novo Mundo, um projeto fracassado do Ocidente, uma civilização abortada, deveria, procurar se entender como uma alternativa histórica legitima, que difere da trajetória dos EUA, mas que não lhe é inferior.
Morse procura compreender como sociedades tão semelhantes nos séculos XVI e XVIII produziram sociedades tão diferentes nos séculos posteriores. (Cfr “Pré-história do Novo Mundo” e a “História do Novo Mundo” in O Espelho do Próspero) A originalidade dessa "outra América" é o que Morse deseja revelar. Não há razão para a América Latina se considerar inferior, em termos intelectuais ou morais, incapaz de realizar seus objetivos, e tampouco definir-se como uma experiência de modernidade malograda. Ao contrário da linha sociológica tradicional de análise da realidade latino-americana, Morse afirma que a região é possuidora de uma rica experiência humana e humanística, capaz de gerar ensinamentos para a sociedade contemporânea, em face do esvaziamento de sentido ou do niilismo contemporâneo. Sua abordagem deseja causar uma inflexão no modo como os EUA e o mundo entendem a América Latina.
Os Estados Unidos devem começar a observar esse outro como o próspero, o mundo latino como uma via de redenção, na busca de sua essência perdida na riqueza cultural da região. A sociedade americana é retratada por ele como uma reprodução distorcida da Europa, sem suas solenidades e formalismos, uma reprodução empobrecida, ou inferior, da Inglaterra, incluindo a contribuição dos imigrantes europeus e a América Latina é vista como uma realidade social, política e cultural mais profunda, mais rica e autêntica.

A preferência da cultura latina pelas humanidades em  relação às ciências empíricas expressa uma cultura com questões mais profundas, mais reflexiva, em contraste com o predomínio do interesse pelo conhecimento empírico, analítico, do mundo anglo-saxão.
Richard Morse elogia a visão escolástica, o tomismo, o sentido de totalidade, a unidade Estado-Igreja, a concepção orgânica da nação . Admira a cosmovisão do catolicismo, a ordem estamental, a sociedade organizada como uma catedral, as hierarquias sociais, o sentido de pertencimento e as identidades da sociedade pré-liberal ou pré-moderna. O Estado dotado de um conteúdo ético intrínseco que serve como referência externa para todos, incluindo os governantes. (Cfr. O Espelho do Próspero)
Os valores liberais não se tornaram o fundamento dessa sociedade devido a um bloqueio cultural. Há um choque dos princípios liberais com o universo simbólico das sociedades latino-americanas. Morse faz a crítica do contratualismo, do relacionamento formal entre indivíduos racionais, a disposição das liberdades individuais, na forma de direitos e deveres. Essa comunidade se perdeu com a independência, mas a ideia se manteve no inconsciente coletivo. A unidade foi desfeita, mas a busca dessa comunidade anterior persistiu. (Cfr. O Espelho do Próspero)
A abordagem otimista de Morse em relação à cultura latino-americana e as possibilidades da América Latina assemelha-se a de Gilberto Freyre, no caso do Brasil colonial e do período monárquico em relação a República. Há muitas convergências entre as duas empresas intelectuais como o escopo de recuperação da história, da tradição cultural. O desejo, enfim, de apresentar uma nova visão do passado, não negativa e pessimista, mas uma retrospectiva, na qual, as diversas contribuições são pesadas, de modo a fornecer elementos para pensar o futuro. O mesmo se pode dizer das suas afinidades com o pensamento de Sergio Buarque de Holanda.

A ciência e as pesquisas continuam possuidoras da mesma importância, porém, a Universidade deve estar aberta para novas formas de comunicação com as massas, suas lutas e reivindicações. E deve se enriquecer com a cultura humanística. As humanidades sempre enriquecem a ciência e a cultura, orientando a técnica.
Morse declara fazer um balanço do passado, pesando seus elementos, realizando uma nova leitura em retrospectiva, produzindo uma  interpretação que se pretende original. Sua abordagem holista não guarda relação com posturas políticas autoritárias ou reacionárias, sejam elas de esquerda, como o stalinismo, ou de direita, a linha fascista, ou de matriz católica.
Ele reafirma seu compromisso com a democracia, sendo um liberal convicto, no sentido americano do termo. Morse, contudo, verifica a necessidade de se combater o individualismo crescente da era pós-moderna. Lembra que a história possui trajetórias distintas e a América Latina não deve se considerar um equívoco, muito ao contrário disso. Portanto, contra a crise da pós-modernidade, a busca de sentido, de valores, nesse universo simbólico pouco explorado, é legitima e salutar.
Os intelectuais devem estar abertos para novas formas de comunicação com a sociedade, para a grande variedade de discursos que se apresentam. A recuperação da mitologia indígena serve como motivação para o projeto nacional, sendo legitima a sua aplicação. Novos discursos e expressões culturais contra a dominação de uma cultura com hegemonia prolongada, que atrofia as possibilidades desse conjunto de sociedades na construção de seu futuro, é o que Morse defende. Ele não nega os aspectos nefastos, as guerras, ditaduras, populismo, projetos frustrados de modernização, mas mostra que há elementos positivos nessa ordem,  potencialidades enormes, e que a América do Norte também possui suas falhas, por essa razão, a troca de experiências é fundamental e não a repetição, sem nenhuma criatividade, de velhos discursos na forma de
um eterno pessimismo.
Identificar pontos comuns que unem elementos culturais e políticos heterogêneos como
iberismo, americanismo, vitalismo, patrimonialismo, lutas populares, ONG, religiosidade africana, democracia racial, teologia da libertação, movimentos de guerrilha, lideranças de caudilhos, lutas sindicais, com o objetivo de contribuir para remover ou reformar os obstáculos
ao desenvolvimento humano e material dos povos do continente.
Cabe ao intelectual entender essa dinâmica, interpretar e extrair significados, articular o popular com a elite cultural, recorrendo a autores que lograram apresentar visões que são grandes sínteses, reunindo diferentes graus de entendimento da realidade latino- americana , elaborações bastante completas, explorando sentidos pouco desenvolvidos. Autores como Carlos Fuentes, José Vasconcelos, Leopoldo Zea, Guimarães Rosa, Ortega y Gasset, Julio Cortázar, Octavio Paz, Jorge Luis Borges, Rubén Darío, Jorge Luis Borges, Francisco Miró Quesada Cantuarias, José Enrique Rodó, José Carlos Mariátegui, e Manuel Bonfim.  Destaca os romancistas e ensaístas do continente para pensar o naturalismo e as questões sociais da América Latina, autores como Jorge Amado,  José Lins do Rego,  Érico Veríssimo,  Graciliano Ramos  e  José Américo de Almeida, Jean Price-Mars, Paulo Prado, Gabriel Garcia Marquez, Alejo Carpentier, Rómulo Gallegos , Arturo Ardao, Ciro Alegria, Fernando Ortiz, Ezequiel Martínez Estrada, Ángel Rama,  José Luis González, José Lezama Lima, Martín Luis Guzmán e  Alfonso Reyes
Morse deseja que o pesquisador encontre nesses autores, nos movimentos sociais e nos discursos, as novas ideias e identidades,  as formas de pensar a realidade social, com alegorias, desfiando as categorias nativas, um mergulho na rede de categorias para pensar  seus valores, sua origem e seu futuro, seu modo de conceber o universal. Morse como Louis Dumont pensa o holismo como reação  ao individualismo. As novas perspectivas  para enriquecer a crítica da cultura, no estilo da Escola de Frankfurt, contra a dominação cultural  e com o auxilio do perspectivismo de Ortega y Gasset, a revalorização do tradicional na crítica da modernidade.
A obra de Morse gerou enormes polêmicas em vários países do continente, muitos defendendo e outros atacando a sua perspectiva.
A crítica de Simon Schwartzman com o título  "A Redescoberta da Cultura. O Espelho de Morse" é a mais analítica.  "O Espelho do Próspero, um estudo sobre a dialética do Novo Mundo" foi traduzido para o espanhol em 1982, e para o português em 1988 e ainda não para o inglês. Morse tem a peculiaridade de possuir uma grande paixão pelo seu objeto de estudo, a cultura brasileira e latino-americana. A paixão de Morse pelo continente se insere na linha de vários pensadores que narraram as maravilhas dessa fantástica "outra América" como Claude Lévi-Strauss

## Olhar dos teóricos de fora
Richard Morse admira Max Weber, Tocqueville e Johan Huizinga,  estrangeiros que pensaram  a América com o olhar de fora.  Ele possui muito dessa mesma admiração por um novo mundo que encontra na América Latina.  Tocqueville e seu olhar sobre as virtudes da democracia americana em "Democracia na América", enfatizou aspectos como a vida associativa e a rejeição das tendências centralizadoras e autoritárias do modelo americano, além do exercício do  igualitarismo. Tocqueville estava sobremodo interessado em demonstrar que o Estado francês da era pós-Revolução estava em continuidade com o Estado centralizador e autoritário do Antigo Regime e os Estados Unidos surgiam como uma experiência social e política inovadora, uma vida política vibrante.
A relação entre sociedade e indivíduo, sociedade e Estado, cidadania na América latina e nos EUA e Europa, a ética múltipla, espaço público e privado, sociedade hierárquica e sociedade igualitária, questões caras a Sérgio Buarque de Holanda e Roberto da Matta são tratadas por Richard Morse também de modo comparativo

## A crítica
Simon Schwartzman, em O Espelho do Morse, critica as ideias de Richard Morse, expostas em O Espelho do Prospero, de modo bastante analítico. Não concorda com suas reflexões sobre o Iluminismo, o mundo moderno e à hegemonia das ciências empíricas.  Morse expressaria afinidades por um certo irracionalismo, fazendo concessões a particularismos culturais que dificultam a implantação do ideário democrático, favorecendo linhas de obscurantismo político, com a justificativa de combater a crise da modernidade. Ele passa por cima de graves mazelas históricas da cultura ibero-americana, como a  Inquisição, autoritarismos, guerras sangrentas,  enquanto elogia debates acadêmicos nas universidades católicas sobre questões filosóficas e da cosmovisão católica. Tais mazelas são muito graves e os dramas existenciais dos EUA não encontrarão  auxílio nela, com o objetivo de superação. A releitura do passado e da cultura da região não conseguirão transformar fatos, intrinsecamente, nefastos em elementos culturais positivos para o presente.
Intelectuais, demandas populares, ciências humanas e categorias nativas
Morse defende uma  relação das massas e intelectuais, utilizando elementos do senso comum ou categorias nativas,  pouco explicada.  Uma  ' 'vontade geral' ' de Rousseau, pela via mística, e igualmente em relação ao pensamento de Mariategui, a mitologia indígena combinada com o marxismo. Schwartzman afirma que não se pode prescindir da ciência, porque tal opção compromete o futuro da sociedade tecno-industrial. Elevar as humanidades em detrimento das ciências empíricas é um erro.  São tantas realidades sociais e culturais e tão heterogêneas que se torna difícil encontrar uma unidade entre fenômenos como tupamaros, teologia da libertação, religiões africanas. Se a proposta fosse como a de Clifford Geertz aprofundar a análise ou desfiar categorias culturais, não haveria problemas maiores, mas convocar  a Universidade para uma relação direta de liderança com as massas com uso de categorias nativas é inviável. Ele considera a tese de Morse, uma revivência do culturalismo, e seus conceitos de padrões culturais e caráter nacional.

Estado, sociedade e modernização
O elogio de uma sociedade estamental com base metafísica, fundamento do pensamento católico reacionário, como o da TFP,  não caracteriza nenhuma contribuição para a modernidade, ou fator de progresso social. Schwartzman afirma que nunca houve um Estado regido pela ética e, sim, a hipocrisia do Estado teocrático. Entre o ideal e real, o ideal raramente preponderou. O Estado real foi o de Maquiavel, os fins justificando meios imorais e ilegais, guerras entre  nobres, uso da exceção legal e da religião como autoridade superior, acima do poder do indivíduo. O embate entre os defensores de uma desenho moderno do Estado,  ocorreu em vários momentos da história do continente, mas Morse não confere importância. Morse fala de uma unidade Estado-Igreja que nunca existiu, a tensão entre a religião e o Estado se verificou com frequência, ao longo da história, e na Europa, entre  Papas e governantes, como reis e imperadores. Houve tensão entre a  Igreja e o Estado, em Portugal. No século XVIII, o Marquês de Pombal , e proibição da Companhia de Jesus, com a expulsão dos Jesuítas de Portugal e das colonias. No Brasil, no século XIX, o bispo Dom Vital entrou em choque com o império. No México, após a Revolução de 1910, o uso da batina foi proibido. Esses movimentos pró-secularismo, contudo, foram incipientes em face do que se passou na Europa e nos EUA . Morse ignora as lutas históricas dos sindicatos e a tentativa de construir um Estado moderno, racional legal. O Estado Novo, pilar da modernização conservadora, dos anos 30, sem contestação social, sem democracia, também defendia a unidade orgânica, Estado e nação. A crítica  da democracia liberal e do liberalismo econômico  "laissez-faire " , da representação de corporações e não indivíduos. O pensamento autoritário de Francisco Campos, ideólogo do Estado Novo,  lançou mão de Sorel
Ciências humanas, filosofia e política
Ideias como uma metafísica da nação, singularidade nacional, embasaram movimentos nacionalistas e proporcionaram páginas sombrias, ao longo da história, sublinha Schwartzman . A evocação da unidade da nação, a comunidade, "gemeinschaft", acima do conflito de classes,  contra os inimigos, estrangeiros, minorias. O idealismo de Hegel e um projeto a se desenvolver, uma teleologia, continuidade histórica de longa duração,  conservação de elementos de fases superadas. O ideal acima do empírico, a história da evolução do espírito. O Absoluto se expressando na parte. Do ideal de Hegel, ao material como real, a inversão feita por Marx,  e a totalidade se transformando em totalitarismo, sob Stalin. O idealismo alemão e as deformações feitas pela extrema direita e a extrema esquerda.
Schwartzman lembra  Max Weber,  na defesa da pesquisa empírica, na elaboração de "tipos ideais" e na busca da objetividade de conceito, evitando a contaminação com juízos de valor. Um pensamento sociológico contrário  à ideia de impossibilidade do estudo causal, identificação de leis, nas ciências humanas, segundo Dilthey e seus discípulos. Metodologia weberiana que também não trata a "verstehen", compreensão, como empatia, revivência, recriação ou intuição,
como defende  Ludwig Klages, mas como a comparação entre um modelo elaborado pelo pesquisador e o dos sujeitos e suas justificativas.  Weber não considera a  empatia "einfühlung",   percepção "anschauung" ou intuição como superiores ao conceitual, como pensa  Ernst Krieck . A 'experiência imediata' de Dilthey,  vivência "erleben",  aprendizagem pela participação ativa e direta, uso da  imaginação e da emoção, para se alcançar a essência da vida, também saem do campo do puramente racional e científico. Ernst Troeltsch também é citado por  Schwartzman no mesmo campo do de Weber contra os princípios da filosofia da vida. Um conjunto de ideias muito belas e sedutoras, mas que por privilegiar a emoção, em detrimento da razão e da ciência,  podem ter um uso nocivo e um efeito destrutivo sobre a capacidade de julgamento dos indivíduos.